# Saut vers la liberté
Saut vers la liberté

Photographe : Peter Leibing

Date de la prise de vue : 15 août 1961

Lien vers la photo

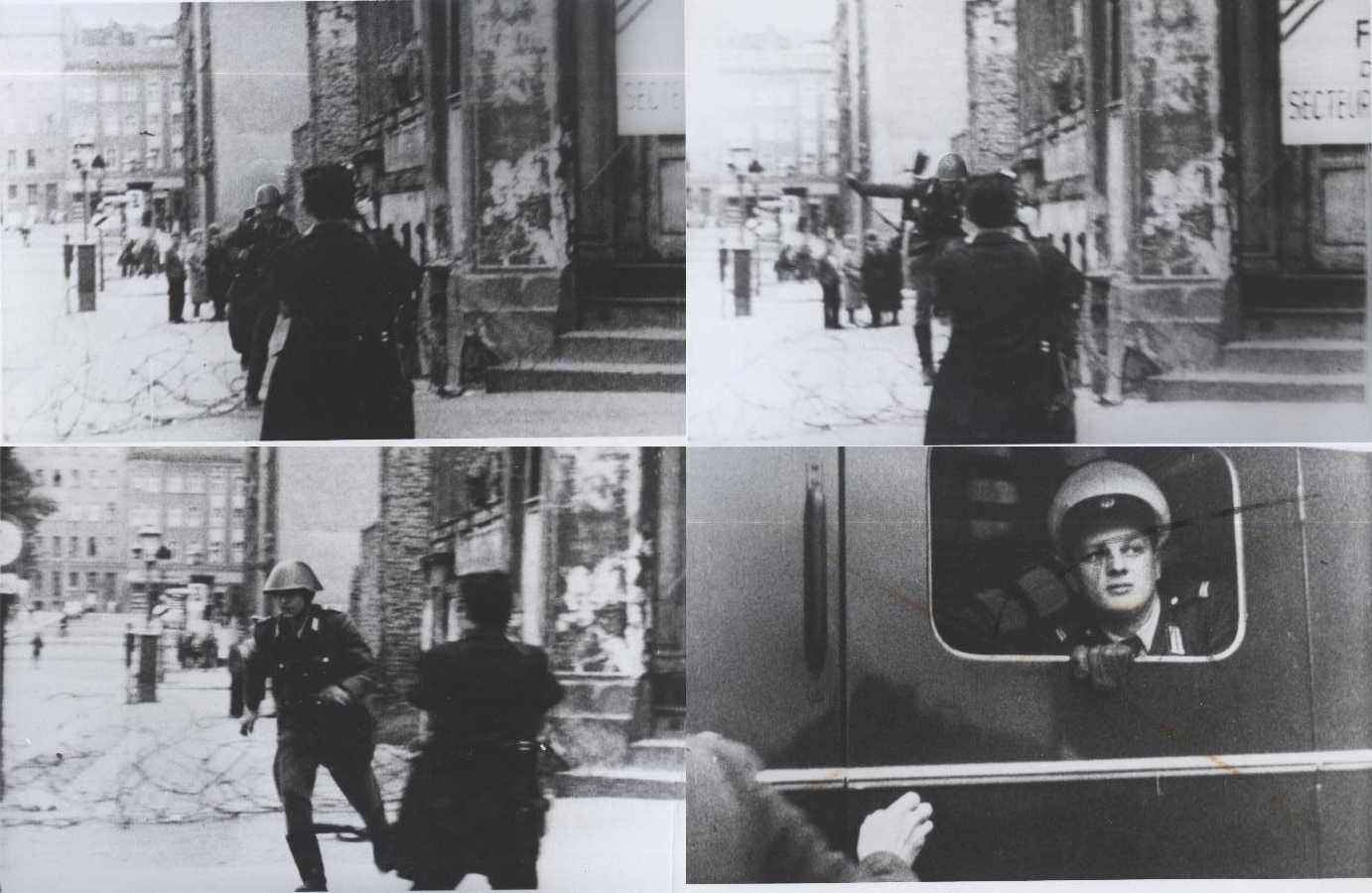
Galerie de photos du saut. À l'avant-plan on voit le cameraman de la SFB Dieter Hoffmann qui a filmé le saut.

Le Saut vers la Liberté est une photographie prise le 15 août 1961 à Berlin par Peter Leibing, photographe alors âgé de 20 ans. Elle surprend Conrad Schumann, aspirant sous-officier de la police anti-émeute de 19 ans, en train de sauter par-dessus les barbelés de la frontière séparant la RDA de la RFA. 
La photo a été reprise dans les médias du monde entier et est instantanément devenue un des symboles importants de la Guerre froide. Le Saut vers la Liberté appartient depuis 2011 au Patrimoine mondial de l'UNESCO en Allemagne.

## Histoire de la photo

### Genèse
Le Bureau politique du SED sous la direction de Walter Ulbricht et avec l'appui de l'Union soviétique décide de faire construire un mur à travers Berlin. La construction débute par la fermeture de la frontière du secteur soviétique le 13 août 1961. 

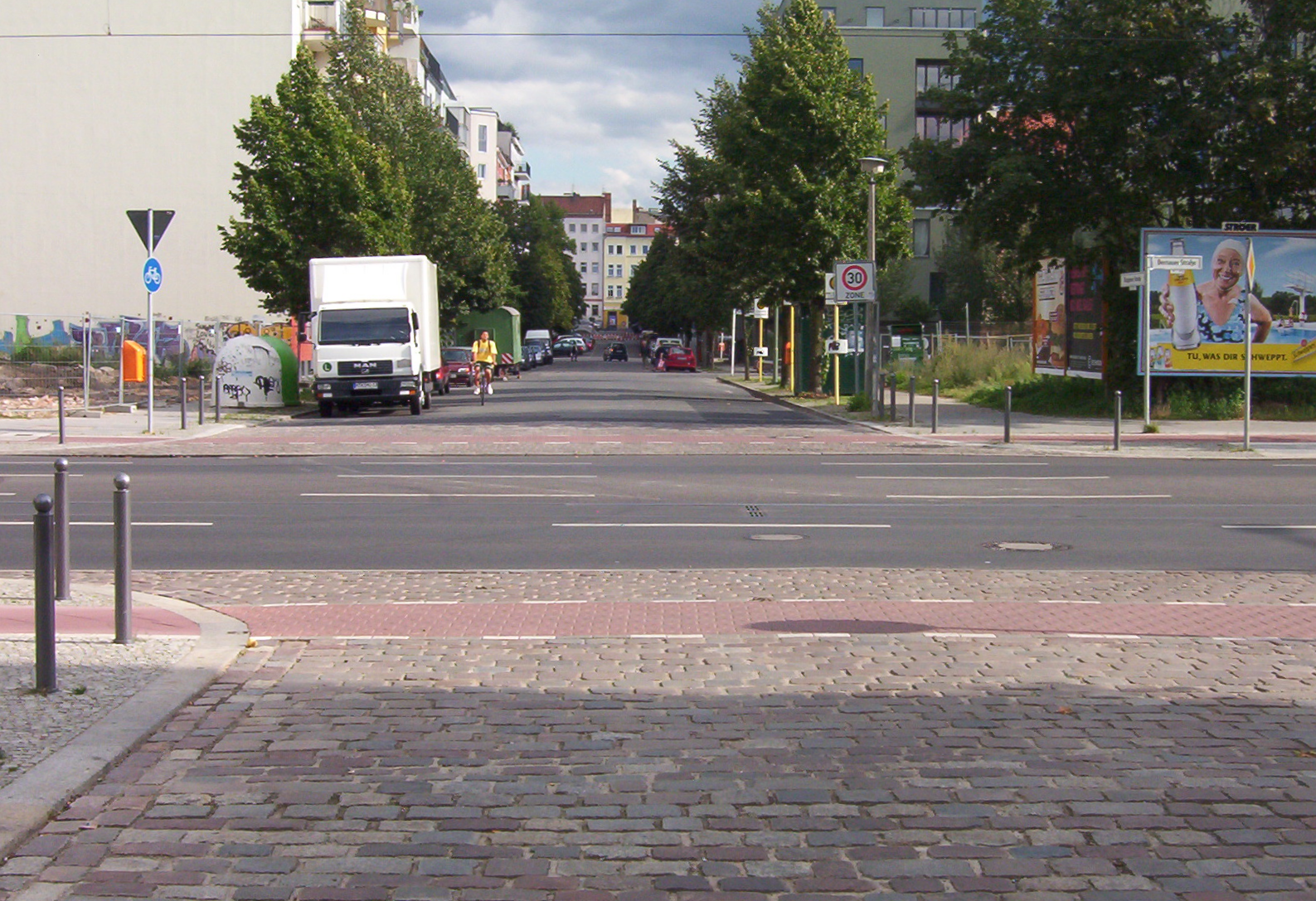
Croisement de la rue Bernauer et de la rue Ruppiner en 2007

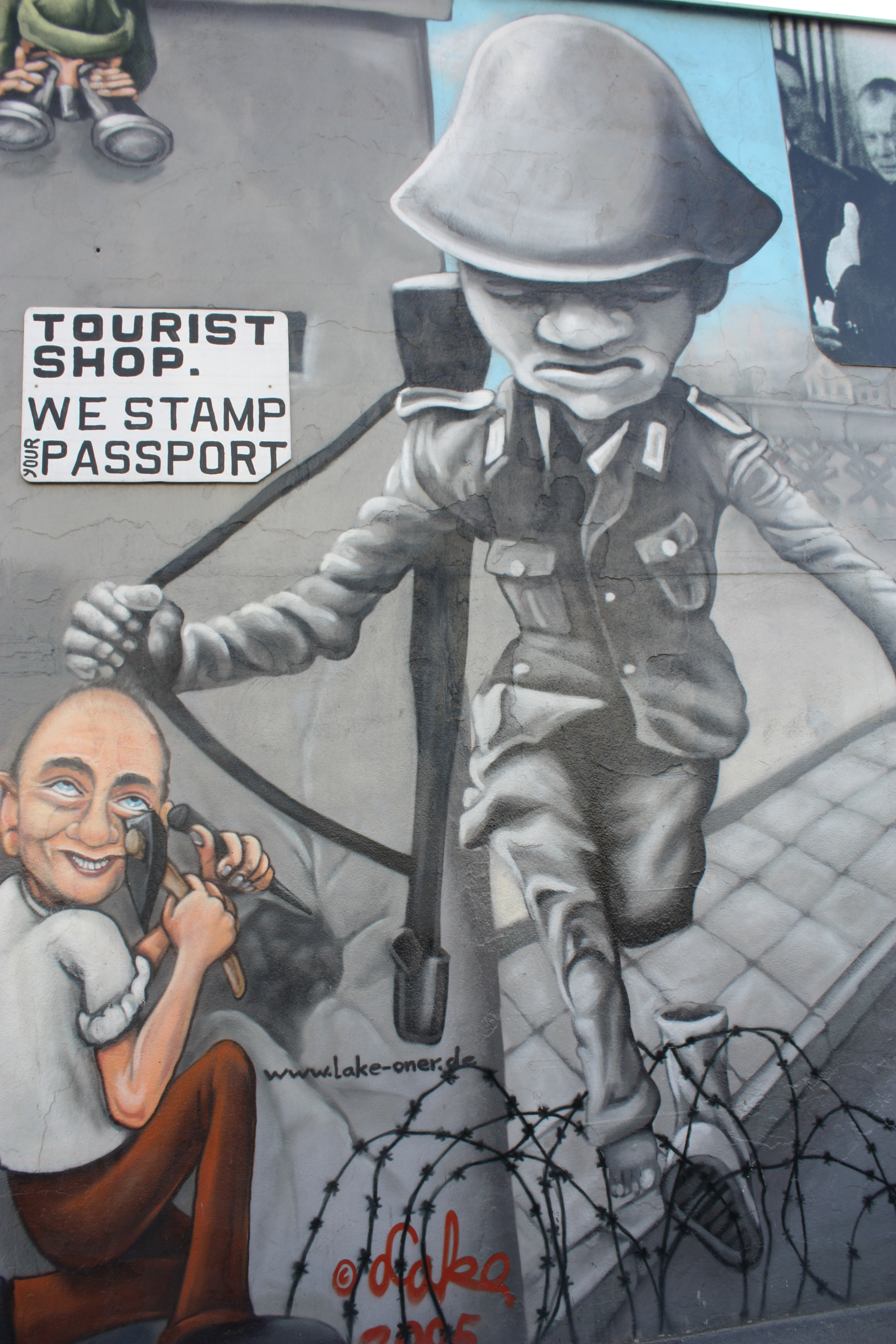
Der Sprung dans la East Side Gallery

Conrad Schumann, à l'époque policier de la VPB du ministère de l'Intérieur de la RDA, est affecté à la sécurité frontalière pendant la construction de ce mur. Son unité a donc été envoyée de Dresde à Berlin le 12 août. Schumann est posté à la frontière du secteur dans la rue Bernauer qui a la particularité d'avoir un trottoir appartenant à Berlin-Ouest, et des bâtiments encore habités à Berlin-Est. Le 15 août, jour où a été prise la photo, il est en poste à l'angle de la rue Ruppiner qui est dans le secteur français sur la frontière provisoire alors constituée de barbelés.
Les habitations côté Est de la rue Bernauer sont le théâtre d'évènements dramatiques de fuite, comme plusieurs sauts d'habitants qui de leur fenêtre se jettent dans un drap des pompiers de Berlin-Ouest,. Ces sauts spectaculaires sont filmés et retransmis à la télévision du côté occidental et une grande foule s'amasse sur les lieux. 
Peter Leibing est bénévole dans l'Agence photographique Conti-Presse qui l'a envoyé à Berlin le 14 août. Il se rend immédiatement à la rue Bernauer et voit Schumann se promenant le long du mur, fumant sa cigarette. Les passants signalent à Peter que Schumann s'est approché plusieurs fois des barbelés pour en jauger la hauteur et pour l'abaisser et qu'il a chuchoté à l'un d'entre eux "Je vais sauter". Celui-ci informe alors la police de Berlin-Ouest qui envoie une camionnette de type Opel Blitz et ouvre la portière pour signifier à Conrad qu'ils l'attendent.
Pendant ce temps, Peter Leibing prépare son appareil photo Exakta équipé d'un téléobjectif de 200mm et attend. Les deux photographes Leibing et Klaus Lehnartz savent que les policiers de l'Est ont reçu l'ordre de ne pas se faire photographier par des gens de l'Ouest. Ils dirigent donc leurs objectifs vers deux policiers qui patrouillent autour de Conrad. Les policiers s'éloignent et Schumann en profite pour sauter par-dessus les barbelés sans être repéré vers 16 heures et est photographié par Peter Leibing et Lehnartz. Il laisse son arme tomber du côté occidental et se dirige dans la camionnette qui a toujours son moteur allumé et part directement pour le mettre à l'abri. Lehnartz amène alors Leibing au journal Bild qui publie la photo de ce dernier le jour suivant.
Le saut de Schumann est aussi enregistré sur une pellicule 16 mm par le cameraman Dieter Hoffman qui travaille alors gratuitement à mi-temps pour la SFB. Un autre photographe se tenait perpendiculairement à Schumann et a également pris des photos.

### Conflits de droits d'auteur
Peu après ces évènements, Lehnartz prétend être l'auteur de la photo et la vend sous son propre nom. Leibing porte plainte des années plus tard contre Lehnartz qui est ensuite interdit de se faire passer pour son auteur en 1981. Cependant les rémunérations de droits d'auteur pour l'utilisation de la photo sont versées à l'Agence Conti-Press puisque Leibing l'a prise en son nom.
Après la faillite de Conti-Press en 1980, le négatif de la photo est confisqué par le bureau des Impôts pour sociétés en raison de dettes fiscales. Le négatif est ensuite vendu aux enchères par le professeur Dr. Hans-Dieter Loose (Directeur des Archives d'État de Hambourg) et Joachim W. Frank (Président de la Chambre des archives d'État). Encore une fois, il y a un différend juridique sur les droits à l'image et les frais associés, cette fois entre Leibing et les archives. Il est finalement convenu que les deux parties détiendraient les droits d'utilisation. Depuis lors, le négatif du Saut vers la liberté se situe dans les archives de la ville de Hambourg.

### Réception médiatique

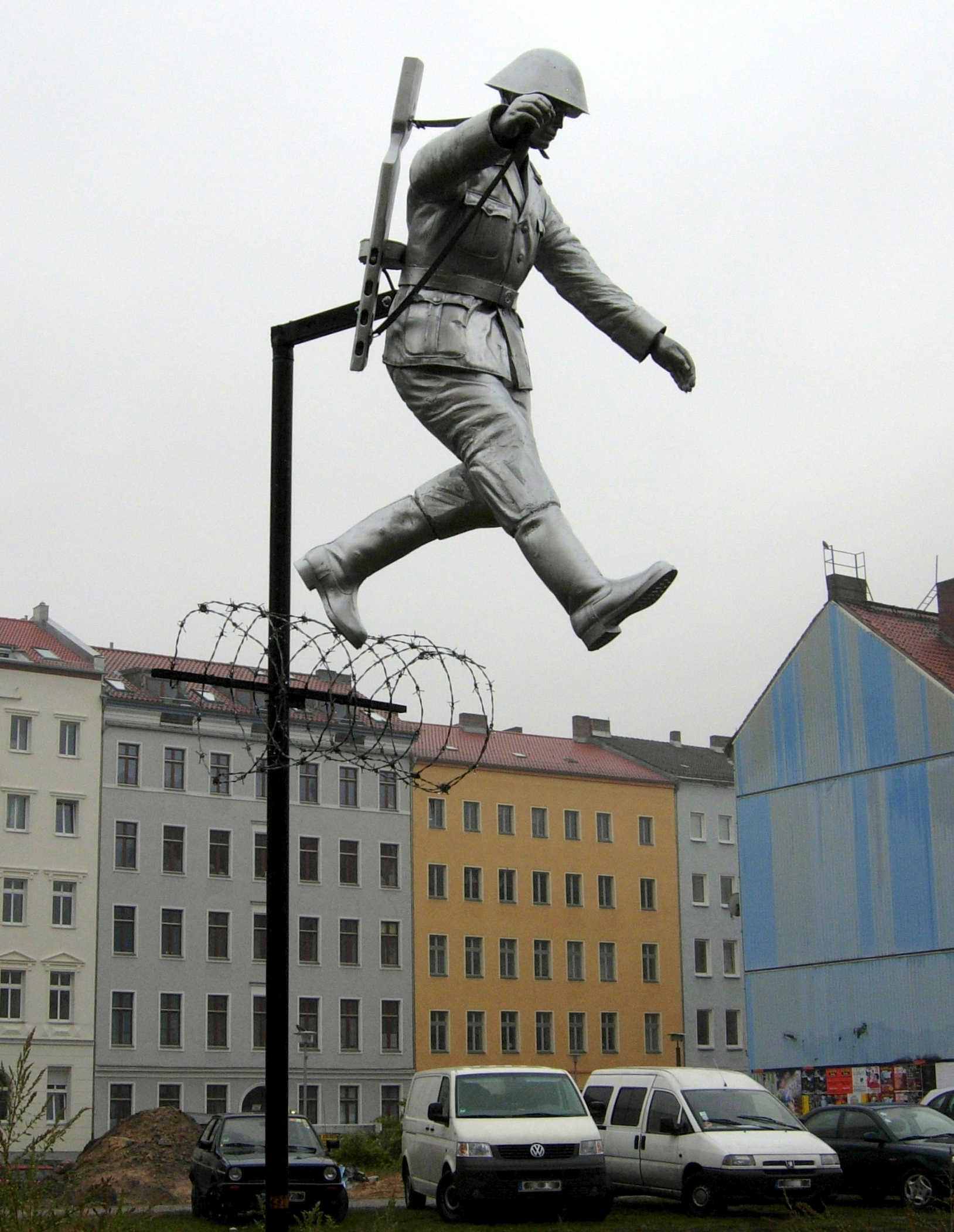
Monument of the Jumping Soldier en 2009.

Leibing a réussi à prendre en une seule fois Schumann au milieu de son saut au-dessus des barbelés et lâchant son arme. Il a bénéficié de l'expérience qu'il avait acquise grâce à ses photos de compétitions de saut d'obstacles à Hambourg. En un rien de temps, la photo fait le tour du monde et devient un symbole de fuite de la RDA. Le gouvernement de Berlin-Est ignore l'image, mais Berlin-Ouest la célèbre. Le politicien du SPD, Egon Bahr, alors chef du Bureau de presse de Berlin-Ouest, la décrit peu après comme un "rayon de lumière".
La même année, le New Yorker Overseas Press Club a primé le saut dans la liberté en tant que "Best Photograph" (Meilleure photographie) . Encore aujourd'hui, la photo est publiée encore et encore - de plus en plus en dehors de son contexte d'origine - sur des timbres, des biens de consommation, à des fins publicitaires et en tant qu'objet d'art. En 2009, les frères Florian et Michael Brauer ont créé avec Edward Anders le "Monument of the Jumping Soldier" à Berlin, une image grandeur nature du saut de Schumann. Il se situe non loin du lieu où a été prise la photo,.
En 2010, Jochen Vogt a réalisé un documentaire télévisé de 40 minutes pour WDR intitulé "Die Flucht, die nie zu Ende ging" retraçant l'histoire du saut de Conrad Schumann et de sa photo.

## Amitié entre Leibing et Schumann
Le photographe et le photographié entretiennent après la photo une longue amitié qui durera jusqu'à la mort de Schumann le 20 juin 1998. En 1986, à l'occasion du 25e anniversaire du mur de Berlin et de la photo, ils se sont retrouvés à l'angle de la rue Bernauer et de la rue Ruppiner, lieu de la photo,.

## Source
- (de) Cet article est partiellement ou en totalité issu de l’article de Wikipédia en allemand intitulé « Sprung in die Freiheit » (voir la liste des auteurs).